# Karl Kowanz (Künstler)
Karl Kowanz (* 7. Dezember 1951 in Wien) ist ein österreichischer Künstler.
Kowanz studierte von 1971 bis 1975 an der Hochschule für Angewandte Kunst Wien und lehrte dort von 1980 bis 1993 Neue Medien.
Er ist der Sohn von Karl Kowanz und der Bruder von Brigitte Kowanz.

## Auszeichnungen
- 1993: Österreichischer Würdigungspreis für Video- und Medienkunst

## Publikationen
- Karl Kowanz, Helmut Mark, Helmut Rainer: Dissipative Inszenationen. Ausstellungskatalog, Museum Moderner Kunst Wien, Wien 1991, ISBN 3-900776-15-6.